# Malcolm Baldrige

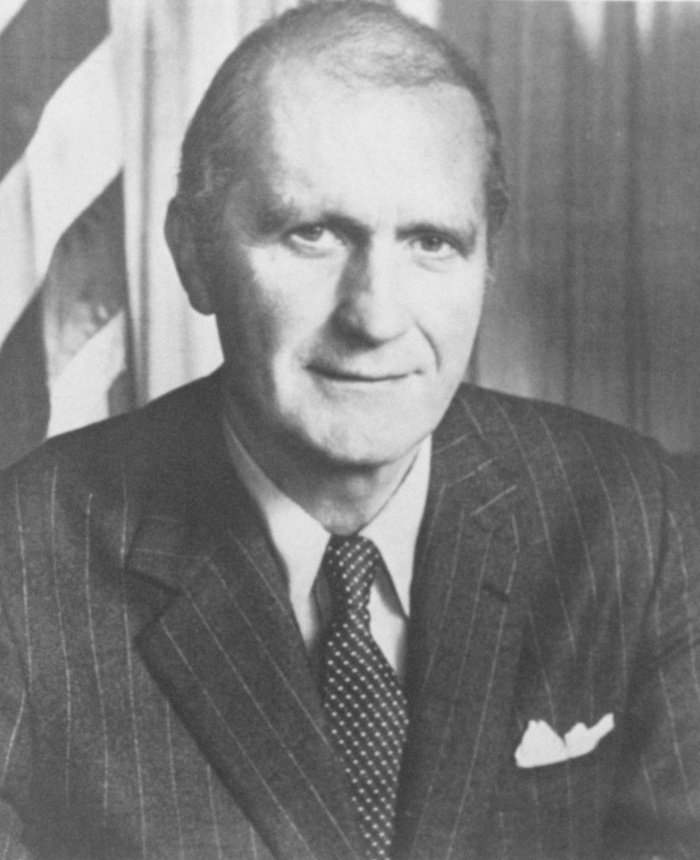
Malcolm Baldrige

Howard Malcolm Baldrige Jr. (* 4. Oktober 1922 in Omaha, Nebraska; † 25. Juli 1987 in Walnut Creek, Kalifornien) war ein US-amerikanischer Unternehmer, Manager und Politiker.

## Biografie
Baldrige, Sohn des gleichnamigen Kongressabgeordneten Howard M. Baldrige aus Nebraska, studierte Anglistik an der Yale University und schloss dieses Studium 1942 mit einem Bachelor of Arts (B.A.) in Englischer Sprache ab. Im Anschluss begann er seinen Militärdienst in der United States Army als Private im Pazifikkrieg. Im Laufe seiner Militärzeit wurde er zum Captain befördert und schied 1946 aus dem aktiven Militärdienst aus.
Nach seiner Rückkehr arbeitete er zunächst als Walzwerker und dann als Vorarbeiter in der Gießerei der Easter Malleable Iron Company. 1960 war er schließlich selbst Eigentümer dieses Unternehmens. 1962 wurde er Vizepräsident der Scovill Corporation und überwachte in dieser Funktion einige Firmenübernahmen, bis er schließlich selbst 1972 Präsident dieses international ausgerichteten Unternehmens war.
Bereits während dieser Zeit war Baldrige aktives Mitglied der Republikanischen Partei und als solches 1968 Leiter der Präsidentschaftswahlkampagne von Richard Nixon in Connecticut. Diese Aufgabe übernahm er auch 1980 für George Bush. Nachdem Bush Ronald Reagans Vizepräsidentschaftskandidat für die Präsidentschaftswahl in den Vereinigten Staaten 1980 geworden war, betätigte sich Baldrige als Fundraiser für deren Wahlkampf.
Nach der Wahl von Reagan zum US-Präsidenten wurde Baldrige von diesem zum Handelsminister (Secretary of Commerce) in dessen Kabinett ernannt. Dieses Amt hatte er bis zu seinem Tod inne. Baldrige, seit Kindertagen ein begeisterter Reiter, kam am 25. Juli 1987 bei einem Rodeo-Unfall ums Leben.
Am 17. Oktober 1988 wurde ihm durch Präsident Reagan posthum die Presidential Medal of Freedom verliehen, neben der gleichrangigen Congressional Gold Medal eine der beiden höchsten zivilen Auszeichnungen der Vereinigten Staaten.
Der Malcolm Baldrige National Quality Award, ein prestigeträchtiger, jährlich vergebener Qualitätspreis, ist nach Malcolm Baldrige benannt.